# Михајло Месаровић
Михајло Д. Месаровић (Бечкерек, 2. јул 1928) српски је научник, професор системског инжењеринга и математике на Кејс универзитету у Кливленду, Охајо, Сједињене Америчке Државе. Месаровић је пионир на пољу системске теорије, научни саветник УНЕСКА за глобале промене и члан Римског клуба.

## Биографија
Михајло Месаровић је рођен 2. јула 1928. године у Бечкереку, Краљевина СХС. Дипломирао је на Електротехничком факултету Универзитета у Београду 1951. Добио је звање доктора техничких наука 1955. САНУ.
Од 1951. до 1955. је био асистент истраживач на институту "Николе Тесле" у Београду. Од 1955. до 1958. био је начелник инспекцијског одсека Института. Истовремено, Месаровић је држао академске положаје на Универзитету у Београду, Југославија од 1954. до 1958. Године 1958. постао је професор на Институту за технологију у Масачусетсу / САД (МИТ), где је радио до 1959. године.